# ロバート・ベイカー (俳優)
ロバート・ベイカー（Robert Baker、1979年10月15日 - ）は、アメリカ合衆国の俳優。

## 出演作品
- ローン・レンジャー
- ＣＳＩ：ニューヨーク9 ザ・ファイナル
- グレイズ・アナトミー8（チャールズ・パーシー）
- HICK-ルリ13歳の旅
- LAW & ORDER： LA
- グレイズ・アナトミー6（チャールズ・パーシー）
- かけひきは、恋のはじまり
- セラフィム・フォールズ（ポープ）
- ヴェロニカ・マーズ シーズン1
- コールドケース2
- ＮＣＩＳ　～ネイビー犯罪捜査班 シーズン1
- タイムリミット